# ペルシュロン
ペルシュロン (Percheron) は、重種、冷血種に分類される馬の品種のひとつ。

## 概要
原産地はフランス・ノルマンディーで、成立は8世紀に遡り、フランス原産の重種にウマイヤ朝からの戦利品であるアラブ種やバルブ種などの血が入っているとされる。毛色は青毛、芦毛などが多く、体型はサラブレッドに比べ足が短く、胴が太い。体高（肩までの高さ）は160 - 170センチメートルで、大きなものでは2メートルを超える。体重は1トンにもなり、サラブレッドの倍ほどにもなる。
性格はおとなしく鈍重だが、非常に力が強い。その強い力を生かし、馬車馬、挽馬、ホースショーなどに使われる。かつては軍馬として、全身甲冑を着こんだ重装騎兵の乗馬や、大砲の牽引などに用いられた。
日本では主に開拓期以降の北海道で導入され、軍用馬生産のために在来馬の改良に用いられた。ばんえい競馬にも使われ、初めて1億円を超える賞金を獲得したキンタローもペルシュロンの影響を強く受けている。
現在は、森林での木材搬出作業や馬車の牽引、乗馬およびその競技大会で活躍している。ディズニーランドのパレードではこの品種が長らく使用されている。また、サラブレッドとの交配により重い狩猟馬が生産される。
記録が残る最大の馬はドクトゥール・ル･ジェア (Dr Le Gear) という牡馬で体高7フィート（211センチメートル）、体重1,370キログラムにもなった。